# Nikolai Trubetzkoy

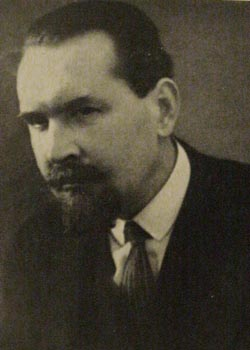
Nikolai Trubetzkoy

Nikolay Sergeyevich Trubetzkoy (outra grafia possível: Trubetskoy - em russo:  Николай Сергеевич Трубецкой) (Moscou, 15 de abril de 1890 - Viena, 25 de junho de 1938) foi um linguista russo cujos preceitos formaram o núcleo do Círculo de Praga de linguística estrutural. Ele é amplamente considerado o fundador da morfofonologia. 

## Vida
Trubetzkoy nasceu em um meio extremamente refinado. Seu pai era um filósofo de primeira classe cuja linhagem ascendia aos governantes medievais da Lituânia. Graduou-se pela Universidade de Moscou em 1913, onde lecionou até a revolução. Depois disso, foi para a Universidade de Rostov-na-Donu, em seguida para a Universidade de Sófia (1920-1922). Por fim, assumiu a cátedra de Filologia Eslava na Universidade de Viena (1922-1938). Morreu de um ataque do coração, atribuído à perseguição nazista que sofreu após a publicação de um artigo de sua autoria no qual criticava duramente as teorias de Hitler.
A principal contribuição de Trubetzkoy para a linguística foi no campo da fonologia, em particular na análise de sistemas fonológicos de linguagens individuais e na procura de leis fonológicas universais e gerais. Sua principal obra, Grundzüge der Phonologie (Princípios de Fonologia), foi publicada após sua morte. Nesse livro ele apresenta sua famosa definição de fonema como a menor unidade distintiva na estrutura de uma língua. Esse trabalho foi crucial para que a fonologia e a fonética passassem a ser vistas como duas ciências distintas.
Por vezes é difícil separar as idéias de Trubetzkoy das de seu amigo Roman Jakobson, a quem se deve a divulgação das teorias da Escola de Praga sobre fonologia após a morte prematura de Trubetzkoy.

## Fonologia e Fonética (resumo da Introdução do livro "Princípios de Fonologia")
Os estudos da linguagem, na sua origem, identificaram dois elementos que a compõem: língua e fala. De início, eram analisados de forma conjunta, porém lentamente os linguistas chegaram a uma divisão que estuda as características de cada ato separadamente: fonética, que é a ciência dos sons da fala, e fonologia, que é a ciência dos sons da língua.
A língua tem como características: é uma forma abstrata, é geral, constante e serve como fundamento da fala. Esta, por sua vez, é a parte concreta da linguagem, é particular e variável, e é a manifestação da língua.
Para os signos, estabeleceu-se a existência de um significante e um significado, tanto para a língua como para a fala. As características de cada um podem ser resumidas da seguinte forma:
|              | Fala                                                             | Língua                                                            |
| Significante | Corrente sonora concreta – fenômeno físico perceptível ao ouvido | Regras que ordenam a face fônica do ato da fala                   |
|              | Movimentos articulatórios e sons resultantes ilimitados          | Normas fônicas limitadas e finitas                                |
|              | Corrente fônica de movimentos sonoros ininterruptos e sem ordem  | As unidades formam um sistema ordenado                            |
| Significado  | Comunicação inteiramente concreta                                | Regras abstratas sintáticas, fraseológicas, morfológicas, léxicas |
|              | Número de representações ilimitado                               | Número limitado de possibilidades                                 |

Os estudos evoluíram para uma distinção entre a fonética, que utiliza métodos das ciências naturais por estudar fenômenos físicos concretos, e a fonologia, que utiliza métodos lingüísticos, psicológicos ou sociológicos utilizados pelo sistema gramatical.
A fonética analisa as normas válidas para uma comunidade lingüística, as divergências individuais, as alterações na pronúncia provocadas por uma mudança no tom do discurso. Nesta ciência, é relevante qual o som foi dito, qual o movimento do aparelho fonador gera este efeito acústico, e por estudar um fenômeno físico perceptível pelo sistema auditivo, está ligada à psicologia da percepção. O fato de a emissão de sons ser uma atividade semi-automática coloca a fonética em contato com a psicologia dos atos automáticos. A relação entre o complexo fônico estudado e sua significação lingüística não é considerada pela fonética, e para esta ciência os traços variáveis da fala são importantes.
As palavras de uma língua combinam elementos de diferenciação (marcas), porém nem todas as combinações são permitidas, e estão submetidas a regras. A fonologia pesquisa quais as diferenças fônicas estão ligadas numa determinada língua, e como os elementos de diferenciação podem se combinar. Os estudos da fonologia concentram-se nos aspectos invariáveis da língua. Embora a fonética e a fonologia possuam características muito particulares que justifiquem a divisão entre estas duas ciências, é fato que existe uma imbricação que torna um contato entre as duas necessário e inevitável.